# Campionato siciliano 1944-1945
Il campionato siciliano di guerra 1944-1945 si è disputato dopo lo sbarco in Sicilia durante la seconda guerra mondiale.
È stato uno dei vari tornei di guerra semiufficiali disputati in sostituzione del campionato nazionale. Fu organizzato dalla "Federazione Siciliana degli Sports", emanazione del Movimento Indipendentista Siciliano, che aveva sostituito il CONI nell'organizzazione delle competizioni sportive isolane. L'invito alla partecipazione fu esteso alle squadre che avevano preso parte alle ultime edizioni prima della guerra di Serie B e C e per questo al torneo fu dato anche il nome di Campionato Nazionale Misto.
Contribuisce anche all'organizzazione la FIGC, che permette l'iscrizione anche di varie matricole. Il livello del campionato ne risulta abbassato, ma lo scopo principale è quello di propagandare la rinascita del calcio in Sicilia. La formula prevede quattro gironi all'italiana, con partite di andata e ritorno, in cui le squadre sono suddivise con criteri di vicinanza geografica. Le prime due di ogni girone sono ammesse ai due gironi finali, le prime due di questi ultimi alla finalissima a quattro.
La competizione faceva parte del campionato misto di Divisione Nazionale 1944-1945 e metteva in palio due posti per le finali interregionali per l'assegnazione del titolo di Campione dell'Italia Liberata. Tuttavia problemi organizzativi (tra cui l'eccessivo protrarsi dei campionati regionali) impedirono l'effettuazione delle finali interregionali (a cui avrebbero dovuto partecipare sedici squadre centromeridionali).

## Prima fase

### Girone A

#### Classifica
|  |    | Girone A         | Pt | G | V | N | P | GF | GS |
|  | -- | ---------------- | -- | - | - | - | - | -- | -- |
|  | 1. | Alcamo           | -  | 8 | - | - | - | -  | -  |
|  | 2. | Juventus Trapani | -  | 8 | - | - | - | -  | -  |
|  | 3. | Marsala          | -  | 8 | - | - | - | -  | -  |
|  | 4. | Diana Palermo    | -  | 8 | - | - | - | -  | -  |
|  | 5. | Reduci Palermo   | -  | 8 | - | - | - | -  | -  |

#### Risultati
|     | ALC  | DPA  | MAR  | RPA  | JTP  |
| --- | ---- | ---- | ---- | ---- | ---- |
| ALC | –––– | -    | 6-2  | -    | 2-0* |
| DPA | 0-0  | –––– | -    | -    | -    |
| MAR | -    | -    | –––– | -    | 2-2  |
| RPA | -    | -    | -    | –––– | -    |
| JTP | 1-1  | -    | 2-1  | 3-1  | –––– |

#### Verdetti
- Alcamo e Juventus Trapani qualificate per la finale.

### Girone B

#### Classifica
|  |    | Girone B                | Pt | G  | V | N | P | GF | GS |
|  | -- | ----------------------- | -- | -- | - | - | - | -- | -- |
|  | 1. | Palermo                 | -  | 10 | - | - | - | -  | -  |
|  | 2. | Corda Fratres Termini   | -  | 10 | - | - | - | -  | -  |
|  | 3. | Sant'Agata di Militello | -  | 10 | - | - | - | -  | -  |
|  | 4. | Peloro                  | -  | 10 | - | - | - | -  | -  |
|  | 5. | Cefalù                  | -  | 10 | - | - | - | -  | -  |
|  | 6. | Bagheria                | -  | 10 | - | - | - | -  | -  |

#### Risultati
|     | BAG  | CEF | PAL | PEL  | SAM | TER |
| --- | ---- | --- | --- | ---- | --- | --- |
| BAG |      | -   | -   | 0-2* | 1-1 | 0-1 |
| CEF | 3-1  |     | 1-2 | -    | 1-1 | 0-2 |
| PAL | 11-0 | 6-0 |     | 2-0* | 7-0 | 7-0 |
| PEL | 2-0* | 3-0 | 2-2 |      | -   | -   |
| SAM | 5-0  | 7-1 | 1-8 | 2-1  |     | 3-0 |
| TER | 4-0  | -   | 0-2 | 2-1  | 2-0 |     |

#### Verdetti
- Palermo e C.F. Termini qualificate per la finale.

### Girone C

#### Classifica
|  |     | Girone C                   | Pt  | G  | V  | N  | P  | GF | GS |
|  | --- | -------------------------- | --- | -- | -- | -- | -- | -- | -- |
|  | 1.  | Arsenale Messina           | 13  | 8  | -  | -  | -  | -  | -  |
|  | 2.  | US Catanese                | 10  | 8  | -  | -  | -  | -  | -  |
|  | 3.  | Liberi Provinciale Messina | 9   | 8  | -  | -  | -  | -  | -  |
|  | 4.  | Leonzio                    | 8   | 8  | 1  | 2  | 1  | 4  | 4  |
|  | 5.  | Elefante Catania           | 0   | 8  | 0  | 0  | 8  | -  | -  |
|  | --- | Ionia                      | --- | -- | -- | -- | -- | -- | -- |

#### Risultati
|     | ARS | CAT  | ELE   | ION | LEO | LIB   |
| --- | --- | ---- | ----- | --- | --- | ----- |
| ARS |     | 1-1  | [ 1 ] | nd. | -   | 1-0   |
| CAT | 1-1 |      | 2-0   | 5-0 | -   | 2-0*  |
| ELE | 0-3 | 0-2  |       | nd. | 0-2 | [ 2 ] |
| ION | -   | nd.  | 5-1   |     | -   | nd.   |
| LEO | 1-1 | 0-2  | 2-0   | nd. |     | 1-1   |
| LIB | 0-2 | 2-0* | 2-0*  | 3-1 | 1-1 |       |

#### Verdetti
- Arsenale e Catanese qualificate per la finale.

### Girone D

#### Classifica
|  |     | Girone D                | Pt  | G  | V  | N  | P  | GF | GS |
|  | --- | ----------------------- | --- | -- | -- | -- | -- | -- | -- |
|  | 1.  | Spal Caltanissetta      | -   | 8  | -  | -  | -  | -  | -  |
|  | 2.  | Siracusa                | -   | 8  | -  | -  | -  | -  | -  |
|  | 3.  | Virtus et Robur Catania | -   | 8  | -  | -  | -  | -  | -  |
|  | 4.  | Megara Augusta          | -   | 8  | -  | -  | -  | -  | -  |
|  | 5.  | Etna Catania            | -   | 8  | -  | -  | -  | -  | -  |
|  | --- | Notinese                | --- | -- | -- | -- | -- | -- | -- |

#### Risultati
|     | ECT | MEG | NOT | SIR  | SCL | VCT |
| --- | --- | --- | --- | ---- | --- | --- |
| ECT |     | 0-2 | nd. | 0-2  | 0-4 | -   |
| MEG | 3-1 |     | 5-1 | 0-2* | 1-4 | 1-4 |
| NOT | -   | nd. |     | nd.  | -   | 1-1 |
| SIR | -   | -   | -   |      | 0-0 | 2-0 |
| SCL | 5-0 | 3-0 | nd. | 4-2  |     | 5-0 |
| VCT | 2-0 | -   | nd. | -    | 1-2 |     |

#### Verdetti
- Spal e Siracusa qualificate per la finale.

## Finali

### Girone A

#### Classifica
|  |    | Girone A              | Pt | G | V | N | P | GF | GS |
|  | -- | --------------------- | -- | - | - | - | - | -- | -- |
|  | 1. | Palermo               | 12 | 6 | 6 | 0 | 0 | -  | -  |
|  | 2. | Alcamo                | 6  | 6 | 3 | 0 | 3 | -  | -  |
|  | 3. | Corda Fratres Termini | 6  | 6 | 3 | 0 | 3 | -  | -  |
|  | 4. | Juventus Trapani      | 0  | 6 | 0 | 0 | 6 | -  | -  |

#### Risultati
|     | ALC | PAL | CFT | JTP |
| --- | --- | --- | --- | --- |
| ALC |     | -   | -   | -   |
| PAL | -   |     | -   | -   |
| CFT | -   | -   |     | -   |
| JTP | -   | -   | -   |     |

#### Verdetti
- Palermo e Alcamo qualificate per la finalissima.

### Girone B

#### Classifica
|  |    | Girone B           | Pt | G | V | N | P | GF | GS |
|  | -- | ------------------ | -- | - | - | - | - | -- | -- |
|  | 1. | Spal Caltanissetta | 8  | 6 | - | - | - | -  | -  |
|  | 2. | Siracusa           | 7  | 6 | - | - | - | -  | -  |
|  | 3. | US Catanese        | 5  | 6 | 2 | 1 | 3 | 8  | 11 |
|  | 4. | Arsenale Messina   | 4  | 6 | - | - | - | -  | -  |

#### Risultati
|     | ARS | CAT | SIR | SCL |
| --- | --- | --- | --- | --- |
| ARS |     | 3-0 | 1-4 | -   |
| CAT | 4-1 |     | 2-0 | 2-2 |
| SIR | 1-0 | 1-0 |     | -   |
| SCL | 4-1 | 4-0 | -   |     |

#### Verdetti
- Spal Caltanissetta e Siracusa qualificate per la finalissima.

## Finalissima

### Classifica
|  |    | Girone Finalissima      | Pt  | G  | V  | N  | P  | GF | GS |
|  | -- | ----------------------- | --- | -- | -- | -- | -- | -- | -- |
|  | 1. | Palermo                 | 8   | 4  | 4  | 0  | 0  | 12 | 2  |
|  | 2. | Siracusa                | 2   | 4  | 1  | 0  | 3  | -  | -  |
|  | 3. | Spal Caltanissetta (-1) | 1   | 4  | 1  | 0  | 3  | -  | -  |
|  | 4. | Alcamo                  | --- | -- | -- | -- | -- | -- | -- |

### Risultati
| Arbitro: | Anastasi (Messina) |

|             |           |                         |
| Fazzina 77’ | Marcatori | 5’ Bazan 46’ Mattaliano |

| Arbitro: | Pezzino (Palermo) |

|                 |           |  |
| Baldas Servetto | Marcatori |  |

| Caltanissetta 10 giugno 1945 | Spal Caltanissetta | 1 – 2 (0-1) | Palermo |  |

| Arbitro: | Sampognaro (Catania) |

|                                                                    |           |  |
| Mattaliano 26’, 75’, 89’ Riccobono 30’ De Rosalia 43’ Di Falco 73’ | Marcatori |  |

| Siracusa 23 giugno 1945 | Siracusa | – (vince Siracusa) | Spal Caltanissetta |  |

| Palermo 30 giugno 1945 | Palermo | 2 – 0 (a tavolino per forfait) | Spal Caltanissetta |  |

Alcamo-Spal 1-2 del 27 maggio e Palermo-Alcamo 4-0 del 3 giugno annullate per l'esclusione dell'Alcamo.

## Verdetti
- Palermo campione di Sicilia.
- Formazione: Ivano Corghi, Paolo Calò (portieri); Nello Tedeschini, Mario Tozi (terzini); Gaetano Conti, Giuseppe Moncada, Armando Correnti, Aristide Noseda, Francesco Paolo De Rosalia, Mario Galassi (mediani); Pietro Bazan, Carmelo Di Bella, Mario Riccobono, Umberto Di Falco, Luigi Perugini (attaccanti). Allenatore: Beppe Cutrera.